# Ian Grote Stirling
Ian Grote Stirling OC FRSC (26 de setembre del 1941) és un científic investigador emèrit que treballa per Environment and Climate Change Canada i com a professor adjunt del Departament de Ciències Biològiques de la Universitat d'Alberta. La seva activitat de recerca se centra en la zoologia i l'ecologia de les regions polars. És una de les principals autoritats mundials en matèria d'ossos polars. Ha escrit cinc llibres i li han publicat més de 150 articles en revistes científiques. Ha advertit moltes vegades, tant oralment com per escrit, del perill que representa l'escalfament global per als ossos polars.